# Octa (unité)

Carte des symboles représentant les octats sur une carte météorologique

Pour les articles homonymes, voir Octa.
L'octa est une unité de mesure, utilisée en météorologie, permettant d'évaluer la nébulosité ou couverture nuageuse du ciel. C'est l'un des paramètres dans la description de l'état du ciel. 

## Description
Un octa correspond à un ciel dont 1/8 de la surface est occupée par un nuage. Ainsi, un ciel parfaitement clair est indiqué par la valeur de 0 octa, alors qu'un ciel complètement couvert est estimé à 8 octas. La valeur spéciale de 9 octas est utilisée quand on ne peut observer le ciel - par exemple, en cas de brouillard. 
L'octa est également cumulatif, c'est-à-dire que s'il y a plusieurs couches nuageuses, la couverture de chaque couche successive s'ajoutera à celle en dessous. Ainsi, si la couche la plus basse est de 4 octas, la suivante ne pourra pas être moins que 5. Cela est dû au fait que l'observateur ne peut savoir l’étendue réelle d'une couche en partie bloquée à sa vue par une couche inférieure en altitude.

## Utilisation
Le nombre d'octas est rapporté dans les messages météorologiques METAR et SYNOP en chiffres. Sur une carte météorologique, il sera pointé à l'aide des symboles du diagramme à droite : un cercle plus ou moins rempli. L’octa ne donne pas le type, la hauteur de la base des nuages ou leur épaisseur, ces informations seront données par d'autres codes. 
Le groupe de trois lettres indiqué sur un relevé METAR retranscrit un degré d'octa. 
FEW décrit un ciel couvert entre 1 et 2 octas, SCT entre 3 et 4 octas, BKN entre 5 et 7 octas, OVC 8 octas.